# Jimmy Husband
Jimmy Husband (Newcastle upon Tyne, Inglaterra, 15 de octubre de 1947-9 de marzo de 2024) fue un futbolista inglés que jugó en la posición de delantero.

## Carrera

### Club
| Periodo   | Club                   |
| --------- | ---------------------- |
| 1964-1973 | Everton FC             |
| 1973-1978 | Luton Town FC          |
| 1978–1980 | Memphis Rogues         |
| 1981–1982 | Cleveland Force        |
| 1982–1983 | Oklahoma City Slickers |

### Selección nacional
Jugó en las selecciones menores de Inglaterra desde la categoría sub-17 hasta la sub-23.

## Muerte
Husband murió a causa de una enfermedad el 9 de marzo de 2024 a los 76 años.

## Logros
- Primera División de Inglaterra (1): 1969/70[5]
- FA Charity Shield (1): 1970[6]